# Dipartimento di Tibesti Orientale
Il dipartimento di Tibesti Orientale era uno dei dipartimento del Ciad e faceva parte della regione di Tibesti. Il capoluogo era Bardaï.
Con l'entrata in vigore della riforma amministrativa del 2018 il dipartimento è stato soppresso. Parte del territorio è confluito nel neo-costituito dipartimento di Bardaï.

## Geografia antropica

### Suddivisioni amministrative
Il dipartimento era diviso in 4 sottoprefetture:
- Aouzou
- Bardaï
- Yebbibou
- Zoumri